# Compal Electronics
Pour les articles homonymes, voir Compal.
Compal Electronics (Chinois: 仁寶電腦股份有限公司) est un producteur de concepts d'origine (en anglais Original Design Manufacturer  ou ODM) taïwanais, produisant des ordinateurs portables et des moniteurs pour une variété de clients à travers le monde.
Les quartiers généraux de la compagnie sont situés à Taipei, (Taïwan), avec des bureaux en Chine, en Corée du Sud, en Grande-Bretagne, et aux États-Unis.
Parmi ses clients du secteur ordinateurs portables, on peut citer (en 2020) : Apple, Acer, Lenovo, Dell, Toshiba, Hewlett Packard, et Fujitsu.